# Front salonicki
Front salonicki, również front macedoński – jeden z frontów I wojny światowej, powstały jesienią 1915 roku celem wojskowego wsparcia królestwa Serbii, walczącego przeciw połączonym siłom państw centralnych przez członków Ententy. Ekspedycja przybyła za późno, aby skutecznie przeciwdziałać upadkowi Serbii, dodatkowo jej sytuację skomplikował kryzys polityczny w Grecji. Ostatecznie ustaliła się stabilna linia zmagań biegnąca od Albanii nad Morzem Adriatyckim do rzeki Strumy. Front został przerwany we wrześniu 1918 roku zdecydowaną ofensywą sprzymierzonych, a jego efektem była kapitulacja Bułgarii i wyzwolenie Serbii.

## Tło
Austro-Węgry zaatakowały Serbię w sierpniu 1914 roku, jednak nie zdołały przełamać obrony. Po przystąpieniu do wojny Imperium Osmańskiego czynnikiem decydującym stało się nastawienie Bułgarii, zajmującej strategiczną pozycję na serbskiej flance; jej udział zmieniłby rozkład sił. Bułgaria i Serbia walczyły ze sobą w dwóch wojnach w ciągu 30 lat (wojna serbsko-bułgarska, II wojna bałkańska), których wynik był poniżający dla tej pierwszej; prócz tego bułgarski rząd i mieszkańcy spoglądali na Serbię jako zaborcę ziem należących do ich ojczyzny.
Sprzymierzeni mogli zaoferować Bułgarii niewielkie ustępstwa terytorialne z ziem serbskich i greckich; państwa centralne obiecały znacznie szersze cięcia i odzyskanie terenów należących do tzw. Wielkiej Bułgarii. Porażki sprzymierzonych pod Gallipoli oraz pod Gorlicami pokazały siłę państw centralnych, w wyniku czego car Ferdynand I podpisał z Niemcami traktat, i 21 września 1915 roku Bułgaria rozpoczęła mobilizację wojenną.

## Potrójna inwazja i upadek Serbii

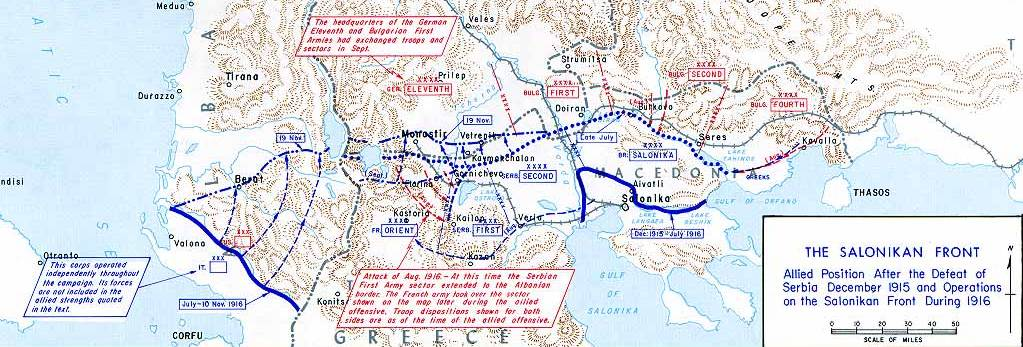
Walki na greckiej granicy, 1916

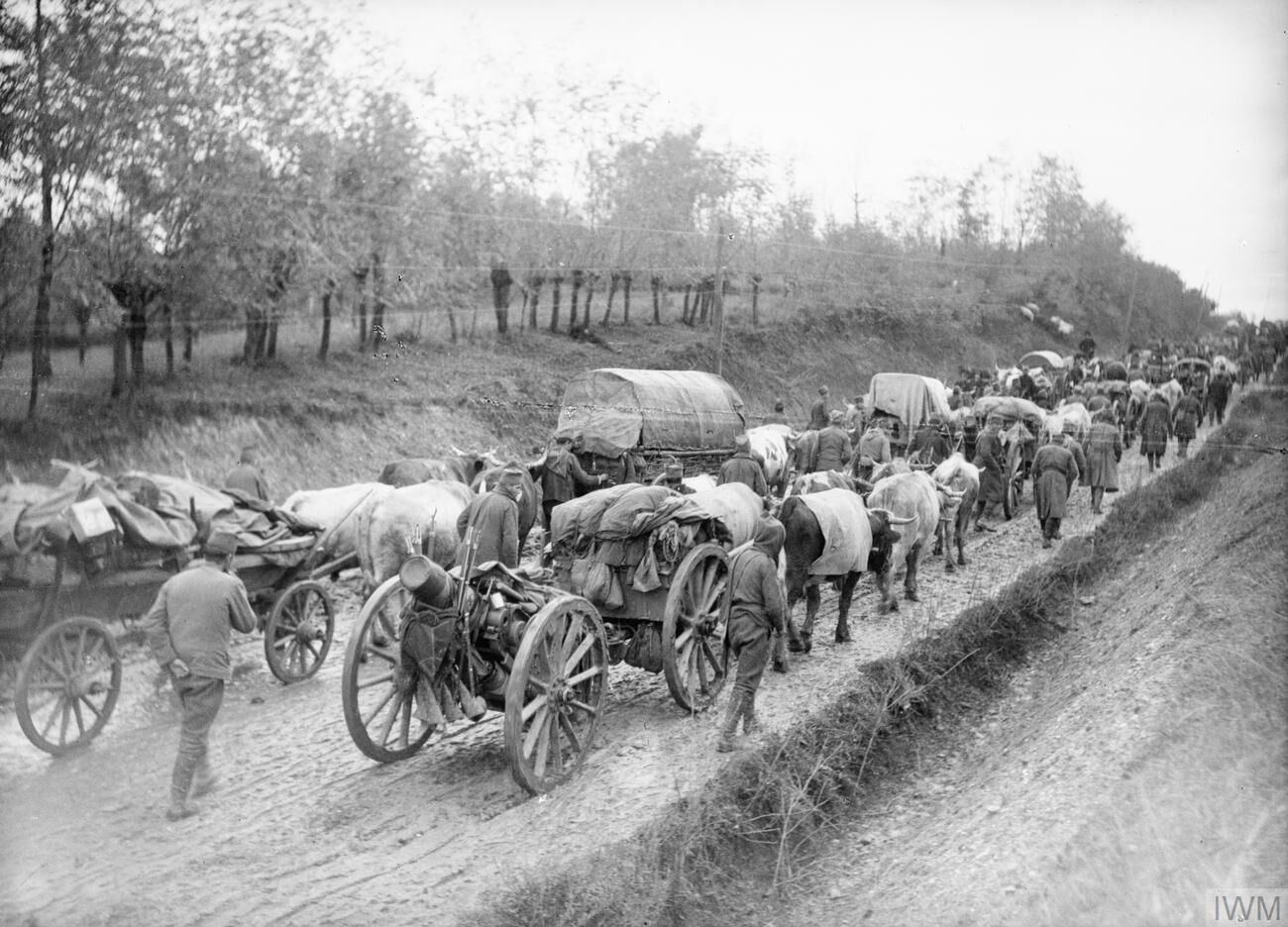
Ucieczka serbskiej armii pod koniec października 1915 roku.

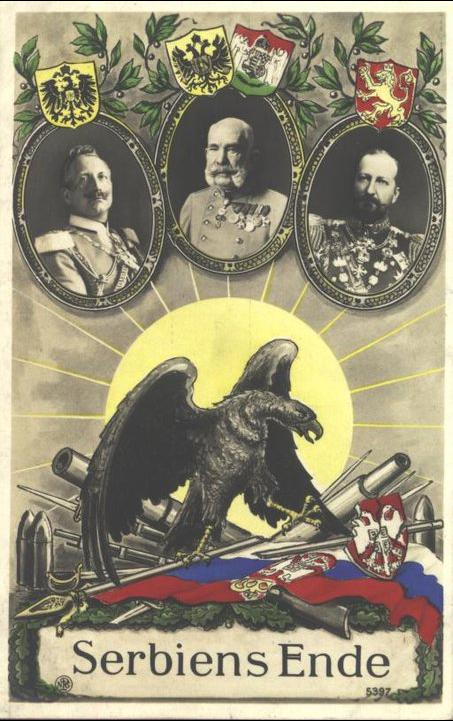
Propagandowa pocztówka upamiętniająca zwycięstwo państw centralnych nad Serbią w 1915 roku.

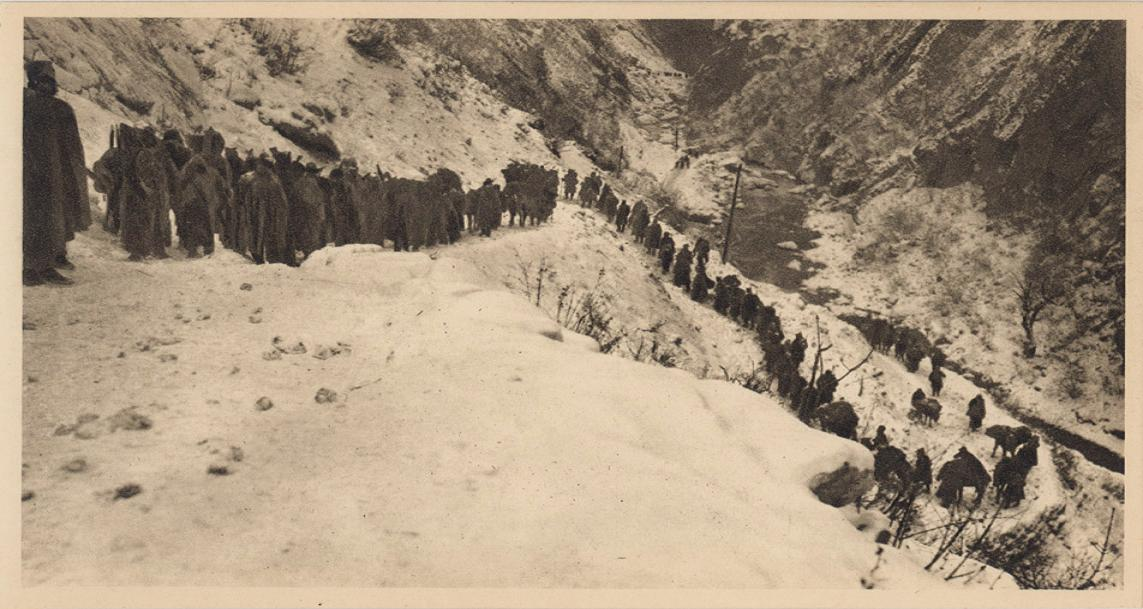
Ucieczka wojsk serbskich zimą 1915/16 roku poprzez zaśnieżoną Albanię w kierunku wybrzeża Adriatyku.

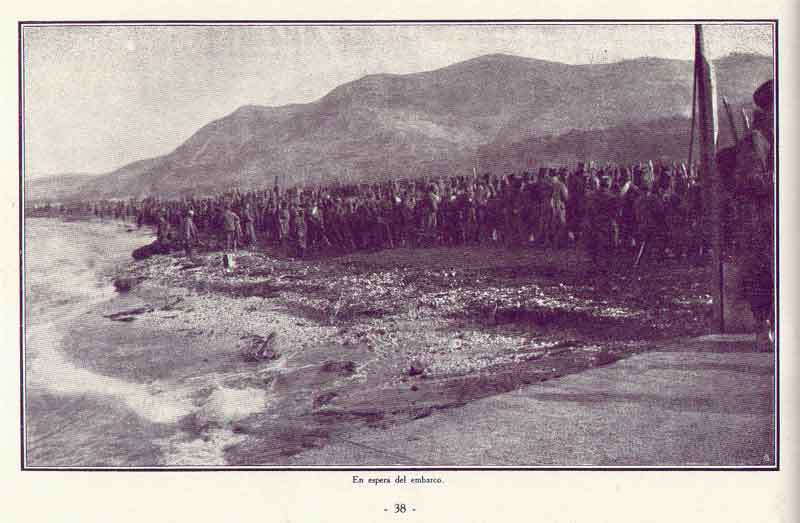
Wyczerpani serbscy żołnierze docierają na wybrzeże i oczekują na okręty sprzymierzonych, luty 1916.

Po serbskim zwycięstwie nad Kolubarą w grudniu 1914 roku linia frontu ustabilizowała się. Dopiero 6 października 1915 roku niemiecki marszałek polny August von Mackensen dowodzący austro-węgierską Armią Bałkańską oraz niemiecką 11 Armią wspieranymi przez flotę okrętów rzecznych na Dunaju oraz Sawie przeprowadził rozległą ofensywę. Do 15 października, mimo ofiarnej obrony serbskich żołnierzy, połączone siły państw centralnych zajęły Belgrad, Smederevo, Požarevac oraz Golubac wypierając przeciwne siły na południe kraju.
Tego samego dnia (15 października 1915) dwie bułgarskie armie zniszczyły słabą armię serbską, wkroczyły w dolinę Południowej Morawy w pobliżu Vranje, a do 22 października opanowały Kumanowo, Sztip, Skopje zapobiegając cofaniu się serbskich wojsk w kierunku greckiej granicy.
Przez rok Francja i Wielka Brytania obiecywały dostarczenie posiłków Serbom, jednak żadne działania w tym kierunku nie zostały podjęte. Po mobilizacji Bułgarii sytuacja w południowej Serbii stała się beznadziejna. Rozwój wydarzeń ostatecznie zmusił Francuzów i Brytyjczyków do wysłania małych sił ekspedycyjnych składających się z dwóch dywizji, jednak te dotarły zbyt późno do greckiego portu w Salonikach, aby mieć wpływ na operacje.
Głównym powodem takiego stanu rzeczy była krytyczna sytuacja na froncie zachodnim oraz fakt, iż zachowująca neutralność Grecja odmówiła jakiegokolwiek angażowania się w konflikt. Wedle sugestii marszałka Putnika do desantu doskonale nadawało się obsadzone wojskami czarnogórskimi wybrzeże Albanii; dowództwo sprzymierzonych było jednak w tym czasie zaangażowane w tajne negocjacje z Bułgarią, mające zagwarantować jej przyłączenie do wojny po ich stronie – wówczas interwencja byłaby niekonieczna.
Brak wsparcia przesądził o losie serbskiej armii. Przeciw niej stanęły połączone armie bułgarskie, niemieckie i austro-węgierskie dowodzone przez marszałka Augusta von Mackensena. 7 października Niemcy i Austriacy zmasowanym ostrzałem artyleryjskim rozpoczęli atak, po którym nastąpiło natarcie przez rzeki. 11 października armia bułgarska zaatakowała z dwóch kierunków, z północy na Nisz oraz z południa na Skopje. Bułgarzy gwałtownie przerwali serbskie linie na linii Wardaru. Sytuacja tych ostatnich stała się beznadziejna, jako że głównej armii na północy zagrażało okrążenie.
Marszałek Radomir Putnik zarządził pełny odwrót na południe i zachód przez Czarnogórę w kierunku Albanii. Niesprzyjająca pogoda, kiepski stan dróg oraz obecność dziesiątków tysięcy cywilów utrudniało ucieczkę. Na wybrzeże Adriatyku dotarło 150 tysięcy żołnierzy, którzy załadowani na włoskie transportowce zostali przewiezieni na różne greckie wyspy (w tym wielu na Korfu), a następnie do Salonik. Putnik przez całą drogę musiał być niesiony i zmarł rok później w szpitalu we Francji.
Francuskie i brytyjskie dywizje dowodzone przez Maurice’a Sarraila pod koniec listopada ruszyły na północ z Salonik, jednakże tym ostatnim londyńskie Biuro ds. Wojny zabroniło przekraczania greckiej granicy. W związku z tym Francuzi ruszyli wzdłuż Wardaru samotnie. Posunięcie to przyniosło niewielką pomoc uciekającym Serbom, jako że Bułgarzy musieli w związku z tym skoncentrować duże siły na swojej południowej flance (patrz bitwa pod Krivolakiem). Do połowy grudnia gen. Sarrail doszedł do wniosku, że konieczny będzie odwrót w obliczu zmasowanego bułgarskiego natarcia; podobnie jak Brytyjczycy, dowództwo niemieckie zabroniło Bułgarom przekraczania greckiej granicy obawiając się przyłączenia Grecji i ataku na okupowaną Macedonię. Sprzymierzeńcy skorzystali z takiego obrotu sytuacji dokonawszy wzmocnienia i przegrupowania sił.
Powyższe wydarzenia były jasnym, choć niekompletnym zwycięstwem państw centralnych. W konsekwencji otwarto trasę kolejową Berlin-Stambuł dzięki której Cesarstwo Niemieckie mogło wesprzeć Imperium Osmańskie. Elementem przyczyniającym się do niepełności zwycięstwa był fakt, iż sprzymierzonym udało się ocalić część serbskiej armii – pozbawioną uzbrojenia i wykrwawioną, ale zdolną wejść do ponownej służby już 6 miesięcy później. Największym jednak ciosem dla państw centralnych była zamiana trudnego do obrony dla sprzymierzonych frontu serbskiego na ograniczony górami front salonicki w Macedonii; ten teren stał się kluczem dla zwycięskiej ofensywy trzy lata później.

## Utworzenie frontu salonickiego
Armia Austro-Węgier zaatakowała sojusznika Serbii, Czarnogórę. Niewielkie oddziały tej ostatniej stawiły zawzięty opór pod Mojkovacem, co znacznie ułatwiło odwrót serbskiej armii, jednak niebawem jej opór został złamany i zmuszono ją do poddania się 25 stycznia. Austriacy nacierali w kierunku Adriatyku najeżdżając kontrolowaną przez Włochów Albanię. Pod koniec zimy niewielki kontyngent włoski został prawie całkowicie wyparty z tego kraju.
W tej sytuacji brytyjskie najwyższe dowództwo pragnęło wycofać wszystkie siły z Grecji, jednak wobec protestu francuskiego rządu zaniechało tego planu. Wojska sprzymierzonych okopały się wokół Salonik, zyskując sobie prześmiewcze przezwisko „salonickich ogrodników”. Serbska armia, teraz pod dowództwem gen. Petara Bojovicia, odświeżona i wyekwipowana powróciła z Korfu.
W międzyczasie skomplikowała się sytuacja polityczna w Grecji. Oficjalnie królestwo pozostawało neutralne, lecz król Konstantyn I był zwolennikiem Niemiec, podczas gdy premier Elefterios Wenizelos, Wielkiej Brytanii. Początkowo Grecja poparła francusko-brytyjskie zabiegi militarne przy próbie ocalenia uciekających Serbów, ale po zajęciu Salonik powoli zaczęła być nieprzychylna. Po dymisji Wenizelosa rojalistyczny rząd potępił okupację, lecz nie był w stanie fizycznie sprzeciwić się przeważającym liczebnie wojskom. Niemcy, chcący zachować status quo Greków nie przekraczali granicy.
W maju 1916 roku gen. Sarrail zażądał demobilizacji greckiej armii. Choć grecki rząd przystał na to ultimatum nastroje stały się jeszcze bardziej pro-centralne.
Będąc prawie pewnym dołączenia Rumunii do wojny po stronie sprzymierzonych gen. Sarrail rozpoczął przygotowania do ataku na wojska bułgarskie. Niemcy, dzięki informacjom zapewnianym przez greckich popleczników, stworzyli plan kontrataku. Niemiecka ofensywa rozpoczęła się 17 sierpnia, na trzy dni przed planowanym atakiem Francuzów. W rzeczywistości to na siłach bułgarskich spoczął ciężar działań, jako że armia austro-węgierska znajdowała się w Albanii, zaś siły niemieckie posiadały tylko jedną dywizję na greckiej granicy. Ofensywa okazała się skuteczną głównie ze względu na element zaskoczenia, jednak sprzymierzonym udało się utrzymać linię obronną przez dwa tygodnie. Zatrzymawszy natarcie zorganizowali kontratak, który rozpoczął się 12 września. Mimo trudnego terenu stopniowo przełamali opór. Powolna ofensywa trwała przez cały październik i początek listopada do momentu spadnięcia śniegu. Cesarstwo Niemieckie wysłało kolejne dwie dywizje, aby wzmocnić siły bułgarskie, lecz mimo to 19 listopada połączone siły francusko-serbskie zdobyły Kajmakczałan, najwyższy szczyt gór Nidże, co zmusiło państwa centralne do opuszczenia Bitoli.
Straty do tego momentu wynosiły ok. 50 tysięcy po stronie sprzymierzonych oraz ok. 60 tysięcy po stronie bułgarsko-niemieckiej. Linia frontu przesunęła się zaledwie o 40 km.
Bułgarska ofensywa na grecką Wschodnią Macedonię wywołała kryzys. Rząd, zdeterminowany by kraj pozostał neutralny, rozkazał lokalnym oddziałom (zdemobilizowanemu IV Korpusowi), aby nie stawiały oporu i uciekły do portu w Kawali celem ewakuacji; na nieszczęście na miejsce nie dotarły żadne jednostki transportowe. W konsekwencji, pomimo okazjonalnego oporu miejscowego, większość greckich oddziałów została zmuszona do poddania się Niemcom i resztę wojny spędziła w Zgorzelcu. Poddanie niedawno zdobytych terenów Bułgarom dla wielu oficerów popierających Wenizelosa było nie do zaakceptowania. Z pomocą sprzymierzonych zorganizowali zamach, który podporządkował Ruchowi Narodowej Obrony Saloniki oraz większą część Macedonii. Od tego momentu Grecja miała w praktyce dwa rządy – rojalistyczny w Atenach, który pragnął zachowania neutralności wobec narastającego nacisku sprzymierzonych, oraz „rewolucyjny” wenizelistów w Salonikach. Przydając sytuacji jeszcze większego zamętu rządy sprzymierzonych do grudnia 1917 roku uznawali tylko rząd ateński.
W tym samym czasie rząd włoski przetransportował więcej oddziałów, które wyparły siły austro-węgierskie z górzystej Albanii.

## 1917
Do wiosny 1917 roku „Armia Wschodu” (fr. Armee d' Orient) gen. Sarraila została wzmocniona do 24 dywizji (6 francuskich, 6 serbskich, 7 brytyjskich, 1 włoska, 3 greckie oraz 2 rosyjskie brygady). Ofensywę zaplanowano na koniec kwietnia, jednak wstępny atak nie powiódł się przynosząc duże straty, zatem termin przeniesiono na 21 maja.
Sprzymierzeni, chcąc wywrzeć nacisk na rząd w Atenach, zajęli Tesalię opuszczoną przez greckie wojska rojalistyczne oraz Przesmyk Koryncki dzieląc kraj na pół. W grudniu doszło do nieudanej próby zajęcia Aten, która wywołała zdecydowany opór lokalnych jednostek; w efekcie sprzymierzeni dokonali blokady morskiej południowej Grecji. Sześć miesięcy później, w czerwcu wystosowali ostateczne ultimatum, którego skutkiem było wygnanie króla (14 czerwca na tronie zasiadł jego syn, Aleksander I) oraz reunifikacja kraju pod rządami premiera Wenizelosa, wspierana ententckimi bagnetami. Nowy rząd natychmiast wypowiedział wojnę państwom centralnym i rozpoczął tworzenie nowej armii. Mimo pozytywnych wyników nowy francuski premier Georges Clemenceau odwołał w listopadzie gen. Sarraila na którego miejsce wysłał bardziej dyplomatycznie usposobionego gen. Adolphe’a Guillaumata.

## 1918

### Składy armii w połowie września

#### Państwa centralne
| Grupa armii „Scholtz” (generał artylerii Friedrich von Scholtz) | Grupa armii „Scholtz” (generał artylerii Friedrich von Scholtz) | Grupa armii „Scholtz” (generał artylerii Friedrich von Scholtz) | Grupa armii „Scholtz” (generał artylerii Friedrich von Scholtz) | Grupa armii „Scholtz” (generał artylerii Friedrich von Scholtz) | Grupa armii „Scholtz” (generał artylerii Friedrich von Scholtz) |
| --------------------------------------------------------------- | --------------------------------------------------------------- | --------------------------------------------------------------- | --------------------------------------------------------------- | --------------------------------------------------------------- | --------------------------------------------------------------- |
| Armia                                                           | Dowódca                                                         | Uwagi                                                           | Korpus                                                          | Dowódca                                                         | Dywizje                                                         |
| 11 Armia                                                        | gen. piech. Kuno von Steuben                                    |                                                                 | LXI Korpus                                                      | gen. dyw. Friedrich Fleck                                       | 1, 6 i Mieszana Dywizja Bułgarska                               |
| 11 Armia                                                        | gen. piech. Kuno von Steuben                                    | LXII Korpus                                                     | gen. dyw. Karl Suren                                            | 302 Dywizja Niemiecka, 4, 2 i 3 Dywizja Bułgarska               |                                                                 |
| 1 Armia                                                         | gen. poe. Stefan Nerezow                                        |                                                                 |                                                                 |                                                                 | 5 Górska, 9 Bułgarska Dywizja Piechoty i 1/11 Brygada Piechoty  |

| Bułgarskie najwyższe dowództwo (gen. por. Georgi Todorow) | Bułgarskie najwyższe dowództwo (gen. por. Georgi Todorow) | Bułgarskie najwyższe dowództwo (gen. por. Georgi Todorow) | Bułgarskie najwyższe dowództwo (gen. por. Georgi Todorow)     |
| --------------------------------------------------------- | --------------------------------------------------------- | --------------------------------------------------------- | ------------------------------------------------------------- |
| Armia                                                     | Dowódca                                                   | Uwagi                                                     | Dywizje                                                       |
| 2 Armia                                                   | gen. por. Iwan Łukow                                      |                                                           | 11, 7 i 8 Bułgarska Dywizja Piechoty                          |
| 4 Armia                                                   | gen. por. Stefan Toszew                                   |                                                           | 10 Bułgarska Dywizja Piechoty i 2 Bułgarska Dywizja Kawalerii |

#### Ententa
| Sprzymierzone Armie Wschodu (gen. Louis Franchet d’Espérey) | Sprzymierzone Armie Wschodu (gen. Louis Franchet d’Espérey) | Sprzymierzone Armie Wschodu (gen. Louis Franchet d’Espérey) | Sprzymierzone Armie Wschodu (gen. Louis Franchet d’Espérey) | Sprzymierzone Armie Wschodu (gen. Louis Franchet d’Espérey) | Sprzymierzone Armie Wschodu (gen. Louis Franchet d’Espérey)                                                                         |
| ----------------------------------------------------------- | ----------------------------------------------------------- | ----------------------------------------------------------- | ----------------------------------------------------------- | ----------------------------------------------------------- | --- |
| Armia                                                       | Dowódca                                                     | Uwagi                                                       | Korpus                                                      | Dowódca                                                     | Dywizje |
| Francuska Armia Wschodu                                     | gen. Paul Henrys                                            |                                                             |                                                             |                                                             | 30, 76, 57, 156 Francuska Dywizja Piechoty, 35 Włoska Dywizja Piechoty, 11 Francuska Dywizja Kolonialna i 3 Grecka Dywizja Piechoty |
| Grupa francusko-serbska                                     | vojvoda Živojin Mišić                                       |                                                             |                                                             |                                                             | Drińska, Morawska, Jugosłowiańska i Timocka Dywizja Piechoty, 122 i 17 Francuska Dywizja Piechoty                                   |
| 1 grupa dywizji                                             | gen. Philippe d'Anselm                                      |                                                             |                                                             |                                                             | 16 Francuska Dywizja Kolonialna, Grecka Dywizja Archipelagowa i 27 Brytyjska Dywizja Piechoty                                       |
| Brytyjska Armia Salonicka                                   | gen. George Milne                                           |                                                             | XII Korpus                                                  | gen. dyw. Henry Maitland Wilson                             | 22 i 26 Brytyjska Dywizja Piechoty, grecka Dywizja Serreska                                                                         |
|                                                             |                                                             |                                                             | XVI Korpus                                                  | gen. dyw. Briggs                                            | 28 Brytyjska Dywizja Piechoty i grecka Dywizja Kreteńska                                                                            |
|                                                             |                                                             |                                                             | Rezerwy                                                     |                                                             | 4 i 14 Grecka Dywizja Piechoty |
| Armia Grecji                                                | gen. dyw. Panagiotis Danglis                                |                                                             | I Korpus                                                    | gen. dyw. Leonidas Paraskewopoulos                          | 1, 2 i 13 Dywizja Piechoty |
|                                                             |                                                             |                                                             |                                                             |                                                             | 9 Dywizja Piechoty |

### Operacje wojskowe

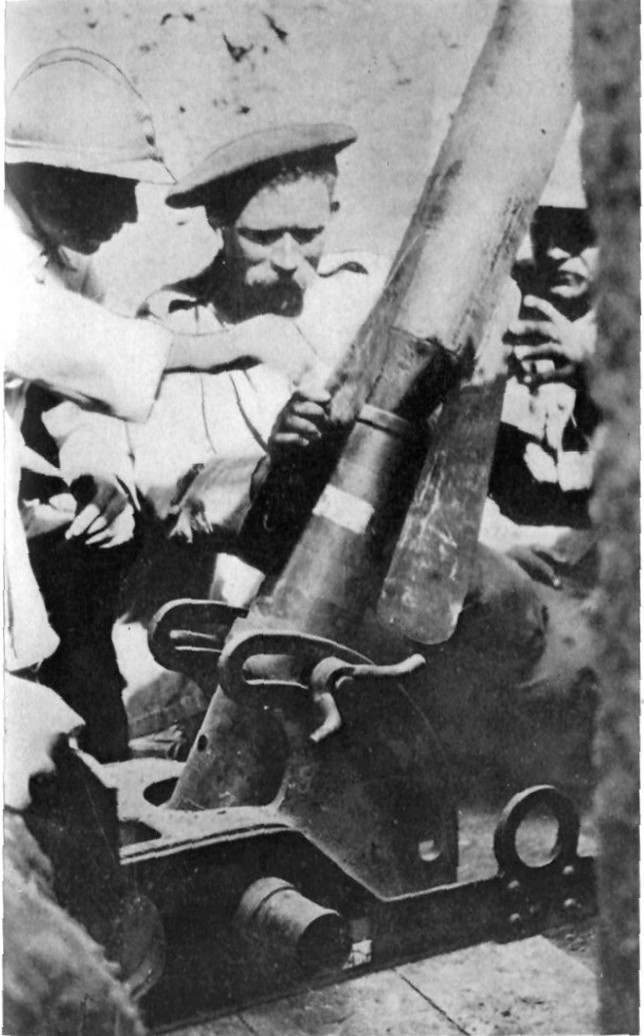
Francuski wojskowy instruujący Serbów względem użycia moździerza, 1916-17

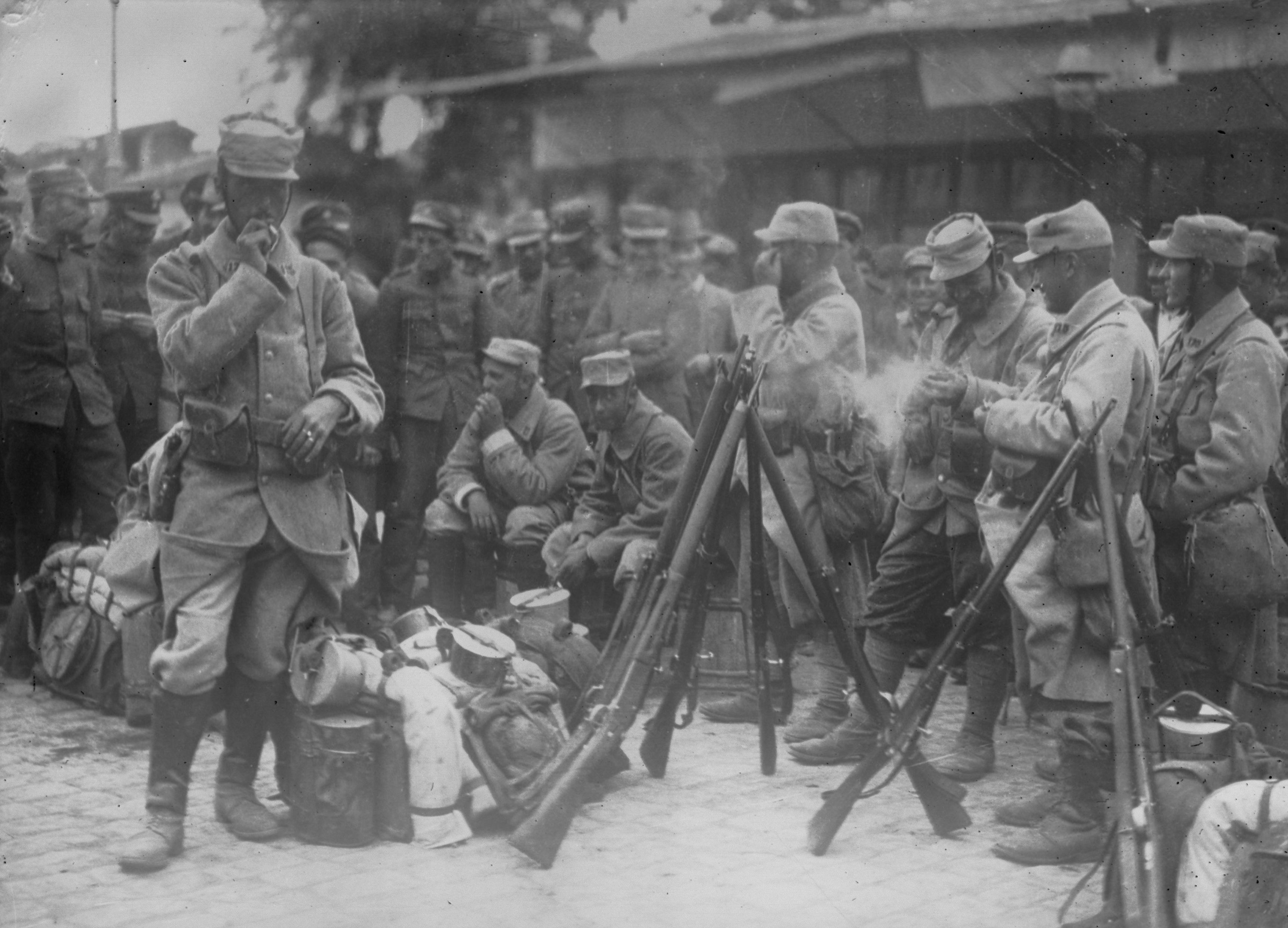
Francuzi w Salonikach, 1915

W maju greckie oddziały Guillaumata zaatakowały i zdobyły bułgarskie pozycje w Skra-di-Legen. Jednakże, ze względu na niemiecką ofensywę na froncie zachodnim zagrażającą Francji, Guillaumat został odwołany do Paryża i zastąpiony gen. Louisem Franchetem d’Espéreyem.
Choć d’Espérey nalegał na natychmiastowy atak na pozycje bułgarskie, francuski rząd odrzucił takie posunięcie; warunkiem miałaby być zgoda wszystkich zaangażowanych państw. Guillaumat, którego obecność we Francji okazała się niepotrzebna, ruszył przez Londyn do Rzymu, próbując zdobyć poparcie dla planu ataku. Ostatecznie do zgody doszło we wrześniu – d’Espérey miał wolną rękę.
Siły sprzymierzonych były bardzo duże, mimo wycofania się Rosjan w marcu 1918 roku. Ententa mogła nie tylko liczyć na pełne wsparcie greckiej armii (9 dywizji), ale prócz tego dysponowała ewakuowanym z Rosji i nienawidzącym Austro-Węgier Korpusem Czechosłowackim liczącym 6 tysięcy ludzi. W 1917 roku również Bułgarzy zwiększyli liczebność swojej armii, co spowodowało, że obie strony liczyły mniej więcej tyle samo – 291 batalionów sprzymierzonych kontra 300 bułgarskich plus 10 niemieckich. Zasadniczą różnicą było morale. Sprzymierzeni byli pewni zwycięstwa, zaś Bułgarzy spodziewali się klęski ich strony w wojnie – Imperium Osmańskie chyliło się ku upadkowi, rząd Austro-Węgier był w bezładzie, zaś armia niemiecka została pobita na determinującym cały konflikt froncie zachodnim. Bułgarzy nie zamierzali walczyć i ginąć za przegraną sprawę.
Bitwa pod Dobro Polem rozpoczęła się 14 września od (tradycyjnej już) kanonady artyleryjskiej. Następnego dnia Francuzi i Serbowie zaatakowali i zajęli wyznaczone cele. 18 września do natarcia ruszyli Grecy i Brytyjczycy, lecz poniósłszy duże straty zostali zatrzymani pod Doiranem. Francusko-serbska armia kontynuowała ofensywę. Następnego dnia bułgarskie jednostki zaczęły poddawać swoje pozycje bez walki. Bułgarskie dowództwo zarządziło odwrót.
Oficjalna historia rządu brytyjskiego dotycząca wojny w tomie zatytułowanym Military Operations: Macedonia opisuje sytuację na froncie salonickim. Choć udało się dokonać wyłomu pod Dobro Polem, a siły sprzymierzone kontynuowały natarcie, armia bułgarska nie została całkowicie rozgromiona. Do 29 września (dzień przed kapitulacją Bułgarii), Skopje znajdowało się w rękach Ententy, jednak mocne siły bułgarsko-niemieckie zostały wysłane by odbić miasto. Prócz tego liczba schwytanych żołnierzy bułgarskich wynosiła zaledwie 15 tysięcy.
Pojawił się również kolejny czynnik zmuszający Bułgarów do prośby o zawieszenie broni. Wielu uciekających i dezerterujących żołnierzy zbuntowało się zebrawszy w centrum sieci kolejowej w Radomirze, 48 km od Sofii. 27 września przywódcy Narodowej Unii Bułgarskich Ziemian przejęli kontrolę nad zbuntowanymi wojskami i ogłosili obalenie monarchii oraz ustanowienie republiki. Następnego dnia u rogatek Sofii stanęło 4 do 5 tysięcy żołnierzy. Z uwagi na powyższe wypadki do Salonik ruszyła bułgarska delegacja prosząca o zawieszenie broni. 29 września gen. d’Espérey podpisał rozejm salonicki, kończący wojnę. Front przestał istnieć w południe 30 września. Powstanie żołnierskie udało się uspokoić 2 października. Car Ferdynand I udał się na wygnanie następnego dnia.
Po tych wydarzeniach armia brytyjska ruszyła na wschód ku europejskim posiadłościom Osmanów, zaś francuska na północ. Brytyjczycy zbliżali się do Stambułu, a wobec braku oporu 26 października osmański rząd poprosił o zawieszenie broni. Zaledwie parę dni wcześniej do Berlina zbiegł Enver-pasza wraz z poplecznikami.
„Zdesperowany Francuzik”, jak nazywali d’Espéreya Brytyjczycy, parł na północ; wojska francusko-serbskie odbiły Serbię, łamiąc opór kilku osłabionych niemieckich dywizji próbujących stanąć im na drodze w pobliżu Niszu. 3 listopada Austro-Węgry zostały zmuszone do podpisania zawieszenia broni na froncie włoskim. 10 listopada armia d’Espéreya przekroczyła Dunaj i zamierzała wejść do Węgier. Na prośbę francuskiego generała do Belgradu przybyła delegacja węgierskiego rządu, na czele z hrabią Mihály Károlyim, aby podpisać rozejm (co nastąpiło 13 listopada).